# Lutz Brade
Lutz Brade (* 1938) ist ein deutscher Theologe.

## Leben
Lutz Brade studierte Geschichte, Pädagogik und evangelische Theologie. 1974 erhielt er seinen Doktortitel an der Theologischen Fakultät der Georg-August-Universität Göttingen mit seiner Dissertation Untersuchungen zum Scholienbuch des Theodorus Bar Konai: die Übernahme des Erbes von Theodorus von Mopsuestia in der nestorianischen Kirche.
1990 publizierte Brade erstmals zur jüdischen Geschichte und Kultur in Herford, später insbesondere zur Situation der Juden in Herford im Dritten Reich.
In jüngerer Zeit schrieb Lutz Brade zur Geschichte der Jesiden, insbesondere zur Entstehung der Ezidischen Akademie in Hannover.

## Schriften
- Untersuchungen zum Scholienbuch des Theodorus Bar Konai / Die Übernahme des Erbes von Theodorus von Mopsuestia in der nestorianischen Kirche, in: Göttinger Orientforschungen / Sonderforschungsbereich Orientalistik, Georg-August Universität Göttingen, Reihe 1, Syriaca, Harrassowitz, Wiesbaden 1975, ISBN 3-447-01687-6
- mit Christine Brade, Jutta Heckmanns, Jürgen Heckmanns (Hrsg.): 700 Jahre jüdische Geschichte und Kultur in Herford, AJZ, Bielefeld 1990, ISBN 3-921680-92-1, Online verfügbar (PDF; 8,1 MB)
- Die Aberkennung der Menschenrechte in Deutschland zwischen 1933 - 1945 am Beispiel der Juden aus Herford, Heka-Verlag, Bad Oeynhausen 2001, ISBN 3-928700-60-X
- Orte zu leben, zu arbeiten, zu leiden, Beispiele von Wohn- und Arbeitsstätten ehemaliger Mitbürger jüdischen Glaubens in Herford, Weserbergland-Verlag, Bad Oeynhausen 2005, ISBN 3-928700-68-5
- Die Ezidische Akademie, [o. J.]; online

| Personendaten    | Personendaten      |
| ---------------- | ------------------ |
| NAME             | Brade, Lutz        |
| KURZBESCHREIBUNG | deutscher Theologe |
| GEBURTSDATUM     | 1938               |